# أنتونيو بويرتا
أنتونيو خوسيه بويرتا بيريز (بالإسبانية: Antonio José Puerta Pérez)‏ أو اختصارا أنتونيو بويرتا، من مواليد 26 نوفمبر/تشرين الثاني 1984 في إشبيلية في إسبانيا، لاعب كرة قدم إسباني.
بدأ مسيرته الكروية مع نادي إشبيلية في عام 2003، وتوفي في 28 أغسطس/آب 2007 عن عمر ناهز اثنين وعشرين عاماً بعد ثلاثة أيام من إصابته بنوبة قلبية في مباراة ضد فريق خيتافي في الدوري الإسباني.

## وفاته
سقط بويرتا مغشياً عليه في إحدى المباريات يوم السبت 25 أغسطس 2007 ثم استفاق وتمكن من الخروج على قدميه من الملعب لكنه تعرض لحالة إغماء أخرى داخل غرف الملابس ولجأ الأطباء لعملية إنعاش للقلب. ومنذ ذلك اليوم بقي بويرتا في وحدة العناية المركزة بالمستشفى، وقال الأطباء إن حالته تدهورت نتيجة مضاعفات تكرار توقف القلب عن العمل لفترة طويلة.

## روابط خارجية
- أنتونيو بويرتا على موقع الاتحاد الأوربي (الإنجليزية)
- أنتونيو بويرتا على موقع قاعدة بيانات كرة القدم.إي يو (الإنجليزية)
- أنتونيو بويرتا على موقع ليكيب (الفرنسية)
- أنتونيو بويرتا على موقع ناشيونال فوتبول تيمز (الإنجليزية)
- أنتونيو بويرتا على موقع Soccerbase.com (لاعب) (الإنجليزية)
- أنتونيو بويرتا على موقع Soccerway.com (الإنجليزية)